# Bithia golanensis
Bithia golanensis là một loài ruồi trong họ Tachinidae.